# Elisabeth Hruby

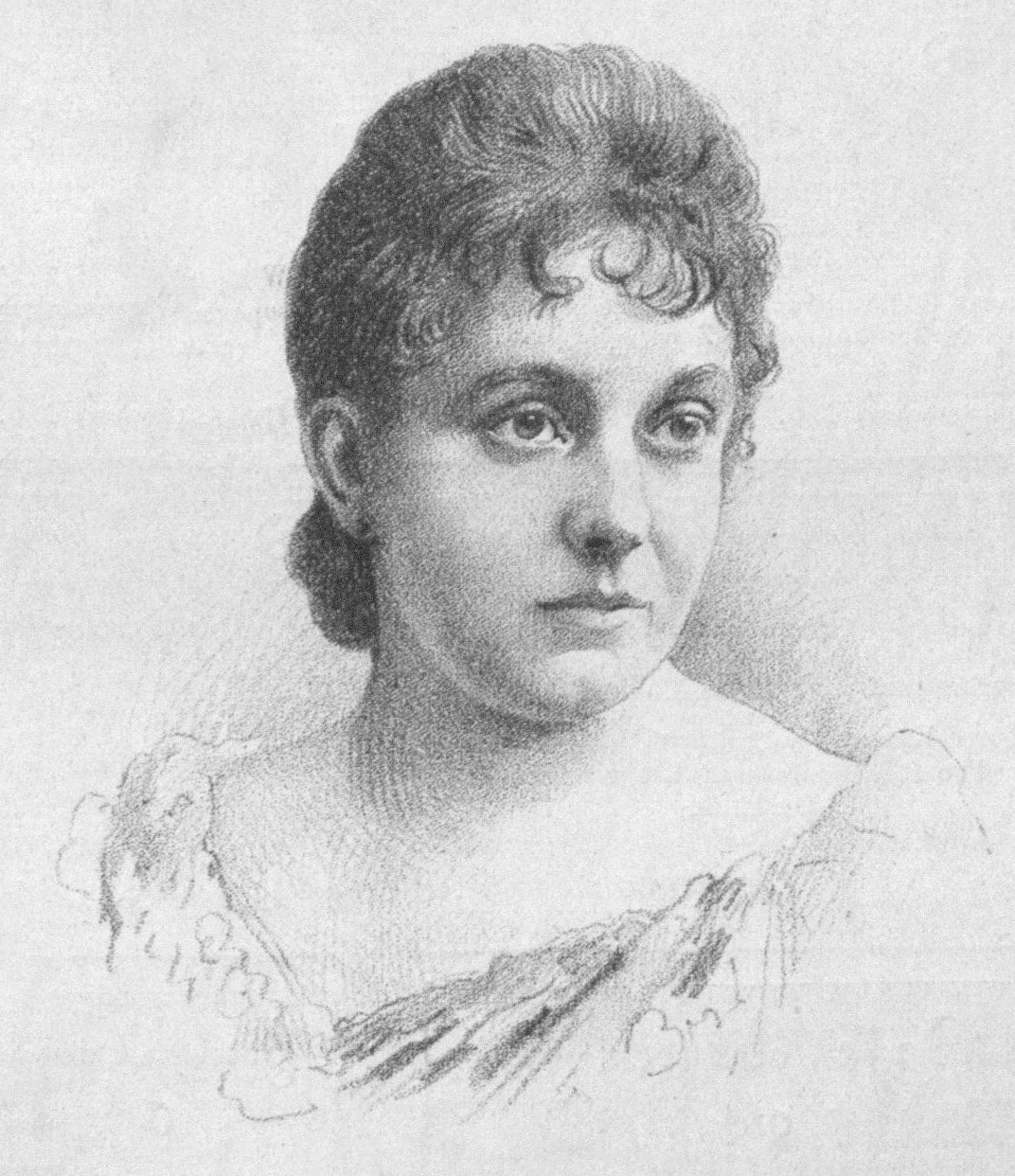
Elisabeth Hruby (um 1890)

Elisabeth Ottilie Caroline Hruby, verheiratete Klein, (* 29. Juni 1871 in Dresden; † 4. Juli 1948 in Berlin-Lichterfelde) war eine deutsche Schauspielerin.

## Leben
Hruby besuchte die Leipziger Theaterschule und war später an den Hoftheatern in Coburg und Meinungen sowie am Berliner Theater engagiert. Zwischen 1891 und 1899 gehörte sie dem Hofburgtheater an. 1900 wurde Hruby an das Deutsche Schauspielhaus nach Hamburg verpflichtet, ab 1906 spielte sie am Leipziger Schauspielhaus. 1916 spielte sie im Kurzfilm Die Hochzeit der Cassilda Mediadores.
Sie heiratete am 2. April 1896 in der Lutherischen Stadtkirche den Schauspieler Josef Klein. Ihre gemeinsamen Kinder Margarete Hruby und Wolfgang Klein waren ebenfalls Schauspieler.